# Forcepia versatilis
Forcepia versatilis är en svampdjursart som beskrevs av Topsent 1892. Forcepia versatilis ingår i släktet Forcepia och familjen Coelosphaeridae. Inga underarter finns listade i Catalogue of Life.